# Canadá en los Juegos Paralímpicos de París 2024
Canadá estuvo representado en los Juegos Paralímpicos de París 2024 por un total de 123 deportistas, 68 mujeres y 55 hombres.

## Medallistas
El equipo paralímpico canadiense obtuvo las siguientes medallas:
| Nombre | Deporte           | Evento                              |
| --- | ----------------- | ----------------------------------- |
| Oro |                   |                                     |
| Cody Fournie | Atletismo         | 100 m T51 masculino                 |
| Cody Fournie | Atletismo         | 300 m T51 masculino                 |
| Austin Smeenk | Atletismo         | 800 m T34 masculino                 |
| Brent Lakatos | Atletismo         | 800 m T53 masculino                 |
| Greg Stewart | Atletismo         | Peso F46 masculino                  |
| Danielle Dorris | Natación          | 50 m mariposa S7 femenino           |
| Aurélie Rivard | Natación          | 400 m libre S10 femenino            |
| Nicholas Bennett | Natación          | 100 m braza SB14 masculino          |
| Nicholas Bennett | Natación          | 200 m estilos SM14 masculino        |
| Sebastian Massabie | Natación          | 50 m libre S4 masculino             |
| Plata |                   |                                     |
| Jesse Zesseu | Atletismo         | Disco F37 femenino                  |
| Brent Lakatos | Atletismo         | 400 m T53 masculino                 |
| Nathan Riech | Atletismo         | 1500 m T38 masculino                |
| Nathan Clement | Ciclismo en Ruta  | Contrarreloj T1-2 masculino         |
| Aurélie Rivard | Natación          | 100 m libre S10 femenino            |
| Tess Routliffe | Natación          | 200 m estilos SM7 femenino          |
| Nicholas Bennett | Natación          | 200 m libre S14 masculino           |
| Reid Maxwell | Natación          | 400 m libre S8 masculino            |
| Brianna Hennessy | Piragüismo        | VL2 femenino                        |
| Bronce |                   |                                     |
| Austin Smeenk | Atletismo         | 100 m T34 masculino                 |
| Kate O'Brien | Ciclismo en pista | 500 m contrarreloj C4-5 femenino    |
| Keely Shaw | Ciclismo en pista | Persecución individual C1 femenino  |
| Alexandre Hayward | Ciclismo en pista | Persecución individual C3 masculino |
| Aurélie Rivard | Natación          | 50 m libre S10 femenino             |
| Tess Routliffe | Natación          | 100 m braza SB7 femenino            |
| Shelby Newkirk | Natación          | 100 m espalda S6 femenino           |
| Katie Cosgriffe | Natación          | 100 m mariposa S10 femenino         |
| Leanne Taylor | Triatlón          | PTWC femenino                       |
| Danielle Ellis Anne Fergusson Julie Kozun Allison Lang Jennifer McCreesh Sarah Melenka Jennifer Oakes Heidi Peters Felicia Voss-Shafiq Jolan Wong Katelyn Wright | Voleibol sentado  | Torneo femenino                     |